# 마크 와이저
마크 D. 와이저(Mark D. Weiser, 1952년 7월 23일 – 1999년 4월 27일)는 미국의 컴퓨터 과학자이자 제록스 팰로앨토 연구소의 최고기술책임자 (CTO)였다. 와이저는 1988년에 자신이 만든 용어인 유비쿼터스 컴퓨팅의 아버지로 널리 알려져 있다. 실리콘 밸리에서 와이저는 선구적인 컴퓨터 전문가이자 선구자로 널리 인식되었으며, 그의 아이디어는 세계 유수의 컴퓨터 과학자들에게 많은 영향을 미쳤다.

## 어린 시절과 교육
와이저는 일리노이주 시카고에서 데이비드와 오드라 와이저 사이에서 태어났다. 그는 뉴욕주 스토니브룩 (뉴욕주)에서 자랐다. 그는 플로리다 뉴 칼리지에서 철학을 공부하기 위해 새러소타로 이사했지만, 돈이 부족하여 2학년 때 중퇴했다. 그 후 그는 앤아버로 이사하여 컴퓨터 프로그래머로 일자리를 얻었다. 컴퓨터 프로그래머로 일하는 동안 그는 컴퓨터 과학 수업을 듣기 시작했으며, 미시간 대학교의 석사 과정에 직접 입학할 정도로 뛰어났다. 그는 미시간 대학교에서 컴퓨터 및 통신 과학을 전공하여 1976년에 M.A.를, 1979년에 Ph.D.를 취득했다.

## 경력
와이저는 나중에 메릴랜드 대학교에서 컴퓨터 과학을 가르쳤고 1986년에는 학과 부장이 되었다.
와이저는 1987년에 PARC(당시 제록스 PARC)에 합류하여 1988년에 컴퓨터 과학 연구소의 관리자가 되었고, 같은 해에 유비쿼터스 컴퓨팅의 개념을 개척했다. 그는 1996년에 PARC의 최고기술책임자가 되었다.

## 영예
2001년, 계산기 학회의 운영체제 특별 이익 집단(SIGOPS)은 운영체제 연구에서 혁신을 이룬 개인들을 위한 마크 와이저 상을 제정했다. 캘리포니아 대학교 버클리의 마크 D. 와이저 컴퓨팅 우수 장학 기금도 와이저를 기리기 위해 설립되었다.

## 개인 생활
컴퓨터 과학 분야에서의 업적 외에도 와이저는 인터넷으로 라이브 방송을 한 최초의 밴드인 Severe Tire Damage라는 아방가르드/실험적인 록 음악 밴드의 드럼 연주자이기도 했다.
1999년 4월 27일, 와이저는 암으로 인한 간부전으로 사망했다.

## 유비쿼터스 컴퓨팅과 캄 테크놀로지
한 강연에서 와이저는 유비쿼터스 컴퓨팅을 설명하는 일련의 원칙을 제시했다.
- 컴퓨터의 목적은 다른 일을 돕는 것이다.
- 최고의 컴퓨터는 조용하고 보이지 않는 하인이다.
- 직관으로 더 많은 것을 할수록 더 똑똑해진다. 컴퓨터는 무의식을 확장해야 한다.
- 기술은 평온함을 만들어야 한다.

"캄 테크놀로지 설계"에서 와이저와 존 실리 브라운은 캄 테크놀로지를 "우리의 집중이나 주의를 요구하지 않으면서 정보를 제공하는 것"으로 묘사한다.

## 저전력 휴대 컴퓨팅
와이저는 비전통적인 방식으로 성능을 볼 것을 옹호했다. 그는 MIPS로 계산 성능을 측정하는 대신, 에너지의 줄 당 명령 수를 늘리는 데 집중하여 컴퓨터 산업을 저전력 모바일 컴퓨팅으로 이끌었다.

## 저서
- "21세기 컴퓨터" - 사이언티픽 아메리칸 통신, 컴퓨터 및 네트워크 특별호, 1991년 9월

## 추가 자료
- Tinnell, John (2023). 《The Philosopher of Palo Alto: Mark Weiser, Xerox PARC, and the Original Internet of Things》. Chicago: University of Chicago Press. ISBN 978-0226757209.